# المؤنسة
المؤنسة قصيدة من أشعار العذريين، لمجنون ليلى قيس بن الملوح. قيل سميت بذلك لأنه كثيرا ما كان يرددها ويأنس بها. القصيدة من غرر قصائد العذريين. وهي الكاشفة عن نمط شعره، أطول قصيدة أنشدها وواظب عليها قيل أنه كان يحفظها دون أشعاره وأنه كان لا يخلو بنفسه إلا وينشدها وهي من محاسن الأشعار وأرقها لفظاً وأعذبها سبكاً وألطفها شجواً وأبلغها نسيباً وغزلاً تهيج الشجون وتعين المحزون. قيل أن القصيدة لم ينشدها المجنون مرةً واحدة وإنما هي مقاطع أنشدها في أحوال وأحداث متفرقة.

## قيس بن الملوح
قَيس بن المُلَوِّحٌ والملقب بمَجْنُون لَيْلَى (24 هـ / 645م - 68 هـ / 688)، شاعر غزل عربي، من المتيمين، من أهل نجد. عاش في فترة خلافة مروان بن الحكم وعبد الملك بن مروان في القرن الأول من الهجرة في بادية العرب.
لم يكن مجنونًا وإنما لقب بذلك لهيامه في حب ليلى العامرية التي نشأ معها وعشقها فرفض أهلها ان يزوجوها به، فهام على وجهه ينشد الأشعار ويأنس بالوحوش ويتغنى بحبه العذري، فيرى حينًا في الشام وحينًا في نجد وحينًا في الحجاز.
وهو أحد القيسين الشاعرين المتيمين والآخر هو قيس بن ذريح «مجنون لبنى». توفي سنة 68 هـ الموافق 688م، وقد وجد ملقى بين أحجار وهو ميت، فحُمل إلى أهله.

## البناء
نُظمت القصيدة على بحر الطويل، وهو بحر مركّب على وزن «فَعُولُنْ مَفَاعِيلُنْ فَعُولُنْ مَفَاعِيلُنْ». حرف الروي في القصيدة هو الياء «يَا». من ناحية الشكل الفني، أخذت القصيدة موضوع الغرض الواحد وهو الغزل العذري.

## دراسات على القصيدة
- تجليات الذات وتناغم الكون في قصيدة المؤنسة-الثمدين لمجنون ليلي: دراسة نقدية لمحمد عدناني.
- تذكرت ليلى أبو القيس محمد رشيد

## روابط خارجية
- تذكرت ليلى والسنين الخواليا - قيس بن الملوح - الديوان